# Оганов, Артём Ромаевич
Артём Ромаевич Оганов (род. 3 марта 1975, Днепропетровск) — российский кристаллограф, химик, материаловед, профессор РАН. Наиболее известен работами по созданию методов компьютерного дизайна новых материалов и предсказания кристаллических структур, а также по химии высоких давлений и изучению вещества планетных недр.

## Биография
Артём Оганов родился в 1975 году. Мать по национальности еврейка, отец — армянин. Хотя родился Артём в Днепропетровске, там он практически никогда не жил, а вырос в Москве, где окончил школу с золотой медалью, а в 1997 году — с отличием геологический факультет МГУ по специальности «кристаллография и кристаллохимия». В 1998 году уехал работать в Англию.
В 2002 году защитил кандидатскую диссертацию (PhD) по кристаллографии в Университетском колледже Лондона, переехав в Швейцарию, в 2007 году получил степень доктора наук (Habilitation) в Цюрихском политехническом институте, которая в 2016 году была приравнена к российской степени доктора физико-математических наук.
В настоящее время является профессором Сколковского института науки и технологий. В 2008—2017 годы являлся профессором и заведующим лабораторией компьютерного дизайна материалов в университете Стони-Брук. В 2013 году, получив мегагрант Правительства Российской Федерации, создал и возглавил Лабораторию компьютерного дизайна материалов в Московском физико-техническом институте. С 2005 года более десяти раз был приглашённым профессором в университетах и институтах Италии (Милан), Франции (Париж, Лилль и Пуатье), Китая (Гуйлинь, Пекин, Гонконг)[9].
В 2011 году создал и до 2017 года возглавлял Комиссию по кристаллографии материалов при Международном союзе кристаллографов. Входит в состав научных советов РАН (1) по проблемам геохимии и (2) по химической физике, а также в редколлегии журналов «Scientific Reports», «Геохимия», «Journal of Superhard Materials», «Crystals». В 2013—2014 годах являлся президентом Американской ветви Международная ассоциация русскоговорящих учёных. Участвовал во встречах[значимость факта?] с Президентом Армении С. А. Саргсяном 16 ноября 2015 года, 22 сентября 2016 года и 8 ноября 2017 года, и с Президентом России В. В. Путиным 15 октября 2017 года. В 2017—2020 годах состоял в Совете по науке и образованию при Президенте РФ.

## Научная деятельность
Основные работы в области теоретического дизайна новых материалов, изучения состояния вещества при высоких давлениях (в частности, в недрах Земли и планет), разработки методов предсказания структуры и свойств вещества. Разработанный Огановым эффективный эволюционный метод предсказания кристаллических структур был положен им в основу программы USPEX, которую используют более 10000 исследователей по всему миру. Предсказанные им сверхтвёрдая структура бора, прозрачная фаза натрия, новый аллотроп углерода, стабильные соединения гелия и натрия, стабильность MgSiO3 пост-перовскита в мантии Земли и других планетообразующих минералов, и предсказание «запрещённых» соединений (таких, как Na3Cl, не вписывающихся в традиционные представления химии) были впоследствии подтверждены экспериментом и существенно повлияли на фундаментальные знания в материаловедении, физике, химии и науках о Земле. Открытие борофена имеет большие технологические перспективы. Огановым предложена новая шкала электроотрицательностей химических элементов. Расширение понятия электроотрицательности на высокие давления, а также расчёт электроотрицательностей и химической жёсткости всех элементов при различных давлениях позволили объяснить множество необычных явлений химии высоких давлений, а также предсказать новые явления и соединения. Недавнее предсказание нового высокобарного гидросиликата магния Mg2SiO5H2 позволило Оганову и коллегам выдвинуть новую гипотезу происхождения воды на поверхности Земли. Огановым и коллегами был предсказан и изучен (теоретически и экспериментально) ряд новых сверхпроводников, одних из самых высокотемпературных среди известных сегодня: ThH10, ThH9, YH6, (La,Y)H6 и (La,Y)H10. Разработанные Огановым теоретические методы позволяют предсказывать и получать материалы с заданными свойствами.
Оганов — автор более 350 научных статей (многие вышли в Nature, Science и других журналах) и глав в книгах, и пяти патентов. Цитирование работ (по данным на май 2025 г.) — более 41100, индекс Хирша 95.

## Признание и награды
- университетская премия Лациса Швейцарской высшей технической школы Цюриха (2006)
- почетный профессор Яншанского университета (Китай) (2012)
- профессор программы «1000 талантов» (Китай) (2012)
- мегагрант РФ (2013)
- премия Георгия Гамова (2017)[38]
- премия «Согласие» (2017)[39]
- премия Дружбы правительства КНР Friendship Award (China) (высшая награда Китая для иностранных экспертов) (2019)[40]

Был назван одним из самых цитируемых учёных России 2016 г. (2016 Thompson Reuters Russian Highly Cited Researcher Award) в номинации «Химия» и 2017 г. (2017 Thompson Reuters Russian Highly Cited Researcher Award) в номинации «Физика» по версии Clarivate Analytics (2016).
(2017). В 2022 г. и 2024 г. был включен в список 0,1 % самых высокоцитируемых учёных мира по версии Clarivate.
Деятельность Оганова получила признание в средствах массовой информации. Про Оганова были сняты фильмы
«Цвет Кристалла» (2012, реж. Владимир Герчиков), «Made by Russians» (2015, реж. Леонид Парфёнов), «Артем Оганов» (2018, для телеканала «Культура», реж. Наталья Попова), «Возвращение профессора» (2018, для телеканала НТВ, реж. Татьяна Миткова). В 2019 г., к 150-летию таблицы Менделеева, вышел фильм «Новый элемент русской таблицы» (для канала Россия-1, реж. Элла Тухарели), в котором Оганов был одним из главных действующих лиц.
В 2014 году журналы «Русский репортёр» и «Эксперт» включили Оганова в список 100 наиболее влиятельных россиян, а журнал «Forbes» включил его в число «50 россиян, завоевавших мир».
Эксперт просветительской программы «Всенаука».
Председатель Научного комитета российской национальной премии в области будущих технологий «Вызов».

## Членство в академиях и научных обществах
- Действительный член (Fellow) Минералогического Общества Америки (2013)[53]
- профессор РАН (2015)[54]
- Действительный член Европейской академии (Academia Europaea) (2017)[5]
- Действительный член (Fellow) Королевского Химического Общества (2020)[6]
- Действительный член (Fellow) Американского Физического Общества (2020)[55]

## Избранные интервью и научно-популярные материалы
- «Как остановить утечку мозгов из России?» Архивная копия от 8 апреля 2018 на Wayback Machine, — lenta.ru, 29 апреля 2009 г.
- «Алхимик из Нью Йорка» Архивная копия от 29 октября 2018 на Wayback Machine, — Российская газета, 26 июня 2013 г.
- «Первые ласточки новой химии» Архивная копия от 29 октября 2018 на Wayback Machine — газета.ру, 20 декабря 2013 г.
- «Возвращение Оганова» Архивная копия от 5 мая 2021 на Wayback Machine, — Эксперт, 2015 г.
- «Российские химики открыли первое „настоящее“ соединение гелия» Архивная копия от 29 октября 2018 на Wayback Machine, — РИА Новости, 6 февраля 2017 г.
- «Внеземные минералы: как российские химики раскрывают тайны планет» Архивная копия от 29 октября 2018 на Wayback Machine, — РИА Новости, 24 февраля 2018 г.
- «Вместо хаоса, анархии и беззакония появляется прозрачность» Архивная копия от 8 марта 2018 на Wayback Machine, — lenta.ru, 6 марта 2018 г.
- Интервью о судьбе и взглядах, — программа «Парсуна», 23 декабря 2018 г.
- Программа о физике и химии планетных недр, — «Рубка ПостНауки», 21 декабря 2020 г.
- Программа «Линия жизни» на канале «Культура», — 8 февраля 2020 г.
- «Электроотрицательность химических элементов теперь можно считать по-новому» Архивная копия от 18 мая 2021 на Wayback Machine, — «Наука и жизнь», 30 апреля 2021 г.
- «Есть ли будущее у науки в России? Почему химик Артём Оганов вернулся //Антонимы с Антоном Красовским» Архивная копия от 18 мая 2021 на Wayback Machine, — RT, 27 апреля 2021 г.

## Личная жизнь
Женат, имеет четверых детей. С 1993 года является прихожанином католического храма святого Людовика в Москве. Супруга Оганова Наталья Валерьевна, русская, православная — кандидат юридических наук, доцент Юридического факультета Финансового университета при Правительстве Российской Федерации, Президент регионального общественного фонда социально-правовой защиты объектов отечественного архитектурного наследия.